# Нгодига, Дэвид
Дэвид Нгодига (англ. David Ngodigha; род. 23 октября 1962, Нигерия) — нигерийский футболист, вратарь. Участник летних Олимпийских игр 1988 года и бронзовый призёр Кубка африканских наций 1992 года.

## Биография
Дэвид Нгодига родился 23 октября 1962 года.

### Клубная карьера
В 1983 году выступал в клубе чемпионата Нигерии — «Стэйшнери Сторс». В 1988 году находился в стане «Флэш Фламингос» из города Бенин-Сити. С 1992 года по 1993 год являлся игроком «Эй-Си-Би Лагос».

### Карьера в сборной
В сентябре 1988 года главный тренер олимпийской сборной Нигерии Манфред Хонер вызвал Дэвида на летние Олимпийские игры в Сеуле. В команде он получил 1 номер. В своей группе нигерийцы заняли последнее четвёртое место, уступив Югославии, Австралии и Бразилии. Нгодига сыграл лишь в игре против Бразилии.
В составе национальной сборной Нигерии провёл всего 6 матчей в 1989 году. В матчах квалификации на чемпионат мира 1990 года он сыграл 4 игры.
В январе 1992 года был заявлен для участия в Кубке африканских наций в Сенегале. Нигерия стала обладателем бронзовых наград турнира, обыграв в матче за третье место Камерун (2:1). Нгодига являлся запасным вратарём и не сыграл на турнире ни одного матча, уступив место в основе Аллойсиусу Агу и Ике Шорунму.
В августе 2015 года назначен тренером вратарей олимпийской сборной Нигерии.

## Достижения
- Бронзовый призёр Кубка африканских наций (1): 1992